# Nothing to Lose (Michael Learns to Rock)
Nothing to Lose è il quarto album in studio del gruppo musicale danese Michael Learns to Rock, pubblicato il 12 settembre 1997.

## Tracce
1. I'm Gonna Be Around – 4:18
2. Something You Should Know – 3:39
3. Animals – 4:57
4. Nothing to Lose – 3:56
5. Magic – 4:08
6. Everything I Planned – 4:02
7. Paint My Love – 3:47
8. Romantic Balcony – 5:05
9. Party – 4:31
10. Breaking My Heart – 4:03
11. A Different Song – 4:16
12. Forever and a Day – 3:18

### Traccia bonus riedizione europea
1. I'm Gonna Be Around (versione radio) – 3:43

### Edizione giapponese
1. I'm Gonna Be Around – 4:19
2. Something You Should Know – 3:39
3. Animals – 4:57
4. Nothing to Lose – 3:55
5. Magic – 4:07
6. Everything I Planned – 4:02
7. Forever and a Day – 3:18
8. Romantic Balcony – 5:00
9. Party – 4:31
10. Every Day – 3:22
11. A Different Song – 4:15

### Tracce bonus rimasterizzazione 2014
1. Paint My Love (versione acustica) – 3:49
2. Breaking My Heart (versione alternative) – 3:57
3. Every Day (traccia bonus edizione giapponese) – 3:24
4. I'm Gonna Be Around (demo acustica) – 2:35
5. Forever and a Day (demo) – 3:13
6. Something You Should Know (band mix 2) – 3:46
7. Romantic Balcony (da Secrets, 1988) – 4:34